# David Safier

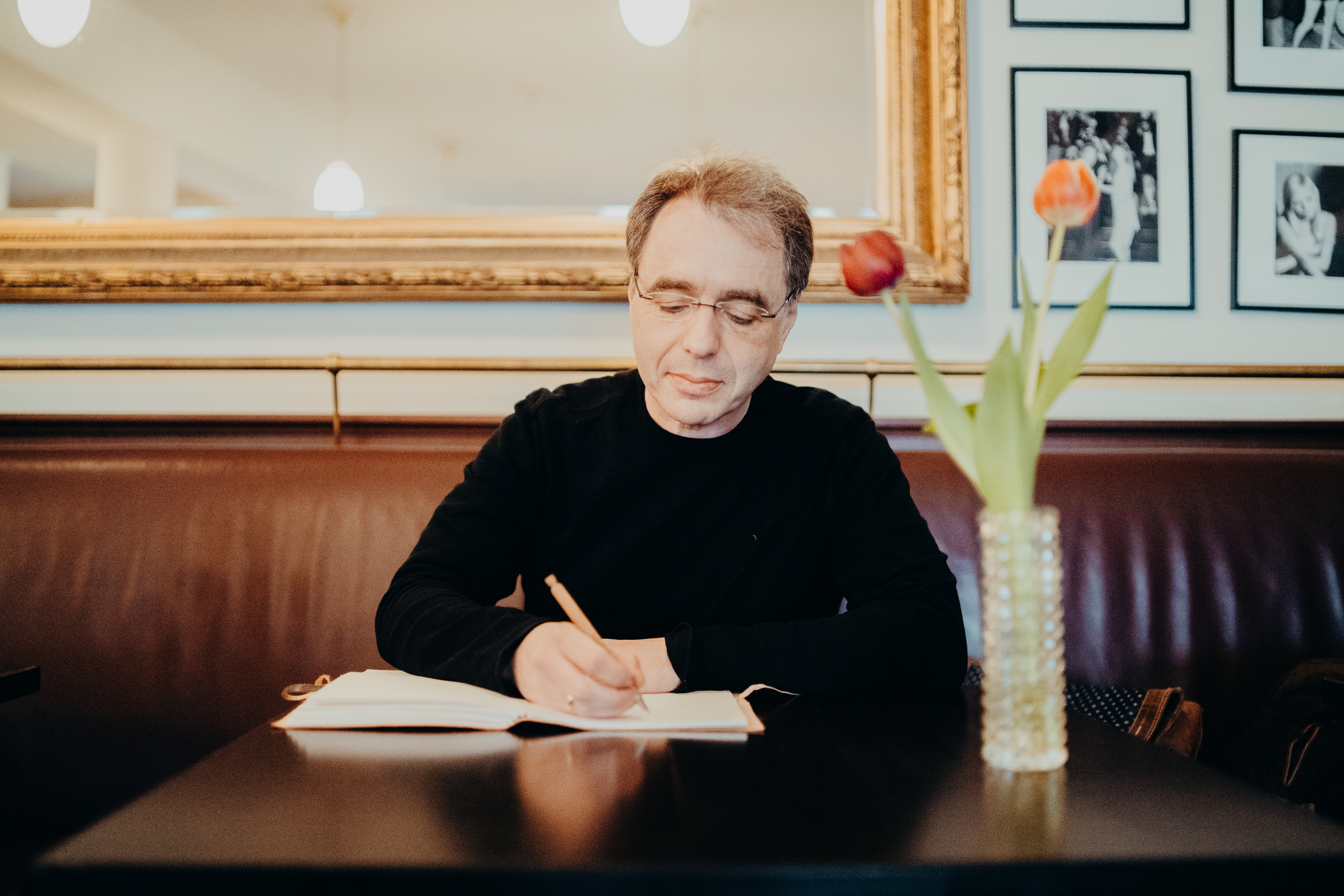
Safier în Stammcafé din Bremen, 2020

David Safier ['sa:fiɐ] (n. 13 decembrie 1966, Bremen, Germania) este un scenarist și romancier german.

## Biografie
Safier a crescut la Bremen. După absolvirea liceului a studiat jurnalismul. La postul de radio Bremen 4 a lucrat câțiva ani.
Din 1996 a lucrat ca scenarist și romancier. În 2003 a primit Premiul Adolf-Grimme la categoria ficțiune și divertisment pentru serialul Berlin, Berlin.

## Romane
- Mieses Karma. Kindler, Berlin 2007, ISBN 3-499-24455-1 / ISBN 978-3-463-40508-7
- Jesus liebt mich. Kindler, Berlin 2008, ISBN 978-3-463-40552-0, als Taschenbuch: rororo 24811, Rowohlt, Reinbek bei Hamburg 2009, ISBN 978-3-499-24811-5.
- Plötzlich Shakespeare. Kindler, Berlin 2010, ISBN 978-3-463-40553-7, als Taschenbuch: rororo 24812, Rowohlt, Reinbek bei Hamburg 2011, ISBN 978-3-499-24812-2.
- Happy Family. Kindler, Berlin 2011, ISBN 978-3-463-40618-3, als Taschenbuch: rororo 25272, Rowohlt, Reinbek bei Hamburg 2012, ISBN 978-3-499-25272-3.
- Muh! Kindler, Berlin 2012, ISBN 978-3-463-40603-9, als Taschenbuch: rororo, Rowohlt, Reinbek bei Hamburg 2013, ISBN 978-3-499-25626-4.
- 28 Tage lang, Kindler, Reinbek bei Hamburg 2014, ISBN 978-3-463-40640-4 (Un roman despre Holocaust)[7]; als Taschenbuch: Rowohlt, Reinbek bei Hamburg 2014, ISBN 978-3-499-21174-4; als Hörbuch: Maria Koschny liest David Safier, 28 Tage lang, 6 CDs (7 Stunden 10 Minuten), Regie: Lars Reschke, Argon, Berlin, 2014, ISBN 978-3-8398-1306-5 / ISBN 978-3-8398-5207-1 (1 CD als DAISY-MP3).[8]
- Mieses Karma hoch 2, Kindler-Verlag, Reinbek bei Hamburg 2015, ISBN 978-3-463-40623-7.
- Traumprinz, Kindler-Verlag, Reinbek bei Hamburg 2016, ISBN 978-3-463-40604-6.
- Die Ballade von Max und Amelie, Kindler, Reinbek bei Hamburg 2018, ISBN 978-3-463-40709-8.
- Aufgetaut, Kindler, Hamburg 2020, ISBN 978-3-463-40664-0.
- Miss Merkel: Mord in der Uckermark. Kindler, Hamburg 2021, ISBN 978-3-463-40665-7.
- Miss Merkel: Mord auf dem Friedhof. Kindler, Hamburg 2022, ISBN 978-3-463-00029-9.
- Der kleine Ritter Kackebart. Es ist gut, anders zu sein. Mit Oliver Kurth. Rowohlt, Hamburg 2023, ISBN 978-3-499-01169-6.
- Solange wir leben, Kindler, Hamburg 2023, ISBN 978-3-463-00030-5.

## Opere traduse în limba română
- Isus mă iubește. Philobia, 2016, ISBN 978-606-856-042-7.